# Урсула Мур
Урсула Мур (англ. Ursula Moore, род. 21 мая 1976, Венгрия) — венгерская порноактриса, лауреат премии AVN Awards.

## Биография
Родилась 21 мая 1976 года в Венгрии. О ранней жизни известно мало. В порноиндустрии дебютировала в 1995 году, в возрасте 19 лет.
Снималась для таких студий, как Vivid, Sin City, Private, Evil Angel, Elegant Angel, VCA и другие.
В 1998 году получила AVN Awards в категории «лучшая парная сцена» за фильм Buda вместе с Рокко Сиффреди.
В 1999 году снялась в драме Guardami (в русском прокате — «Посмотри на меня») в роли порноактрисы.
Ушла из индустрии в 2002 году, снявшись в 139 фильмах.

## Награды и номинации
| Год  | Церемония  | Результат | Номинация                 | Работа |
| ---- | ---------- | --------- | ------------------------- | ------ |
| 1998 | AVN Awards | Победа    | Лучшая парная (М/Ж) сцена | Buda   |

## Избранная фильмография
- Air Tight 3[6],
- Aphrodite[7],
- Eternal Desire[8],
- Euro Mania[9],
- Lesbian Waterfest[10],
- New Revelations[11],
- Off Limits[12].